# Posta (Tageszeitung)
Posta (deutsch „Post“) ist eine türkische Boulevard- und Tageszeitung. Sie galt bis 2018 als eines der letzten halbwegs unabhängigen Medien in der Türkei; noch vor ihrem 30. Jahrestag der Gründung wurde ihre zugehörige Dogan-Mediengruppe von der Erdoğan- und AKP-nahen Demirören Holding aufgekauft.
Die Tageszeitung Posta wurde 1995 gegründet und ist mit etwa 270.000 täglich verkauften Exemplaren die viertauflagenstärkste  türkische Zeitung nach Hürriyet, Sabah und Sözcü. Sie erscheint in Istanbul im Verlag der Doğan Yayın Holding.
Die Zeitung befasst sich vor allem mit Boulevardthemen und verfolgt eine gemäßigt nationalliberale und laizistische Redaktionspolitik. Etwa die Hälfte der Zeitung besteht aus Werbung, insbesondere Kleinanzeigen.
Chefredakteur ist Rifat Ababay, bekanntester Kolumnist war Mehmet Ali Birand.